# Bernardino López de Carvajal

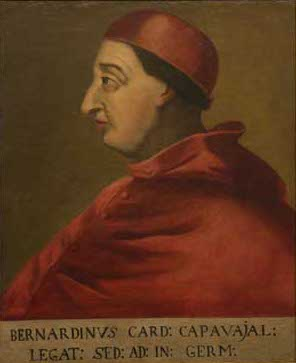
Bernardino Kardinal López de Carvajal

Kardinalswappen (modernes Schema)

Bernardino López de Carvajal y Sande (* 8. September 1456 in Plasencia; † 16. Dezember 1523 in Rom) war ein spanischer Bischof, Kardinal und Kardinaldekan.
Er wurde als Sohn von Francisco López de Carvajal y Trejo und Aldonza de Sande geboren und war Neffe von Kardinal Juan Carvajal.

## Leben
Er begann sein Studium der Theologie an der Universität Salamanca, schloss es 1472 als Bachelor und 1478 mit dem Lizenziat ab und wurde 1481 ihr Rektor.
Als er 1482 nach Rom zog, wurde er Apostolischer Protonotar unter Innozenz VIII.

### Bischof
Im August 1488 wurde er zum Bischof von Astorga ernannt und am 21. Dezember 1488 in der Kirche San Giacomo degli Spagnoli von Jean de La Balue unter Assistenz von Ardicino della Porta und Antonio Gentile Pallavicini zum Bischof geweiht. Bereits im Januar darauf wurde er Bischof von Badajoz und 1493 wurde er zum Bischof in commendam von Cartagena. 1492 wurde er Botschafter bei Ferdinand II. und Isabella I. des Heiligen Stuhl. Die Katholischen Könige schickten ihn später als ihren Botschafter nach Rom und er erwirkte drei Bullen zugunsten Spaniens.

### Kardinal
Im Konsistorium von 20. September 1493 wurde er auf Empfehlung von Ferdinand II. von Papst Alexander VI. zum Kardinalpriester von Santi Marcellino e Pietro ernannt. 1495 gab er sein Amt als Bischof von Cartagena auf und wurde Bischof in commendam von Sigüenza. Im gleichen Jahr wechselte er zur Titelkirche Santa Croce in Gerusalemme, welche er bis 1507 innehatte und bis 1511 in commendam. 1498 wurde er ein Kämmerer des Heiligen Kardinalskollegiums. Am 28. Juli 1503 wurde er Apostolischer Administrator des Bistums Avellino e Frigento und war es bis 1505. Am 30. Dezember 1503 wurde er lateinischer Patriarch von Jerusalem. Am 3. August 1507 wurde er Kardinalbischof von Albano und am 17. September 1507 wechselte er zum Kardinalbischof von Frascati. Am 10. Januar 1508 wurde er Apostolischer Administrator des Erzbistums Rossano. Am 22. September 1508 folgte er als Kardinalbischof von Palestrina und am 28. März 1509 von Bistum Sabina-Poggio Mirteto.

### Die Rebellion und das Konzil von Pisa
Bernardino kam in Konflikt mit Papst Julius II. und war Anführer der rebellierenden Kardinäle. Am 16. Mai 1511 unterzeichnete er ein Dokument, welches am 1. September 1511 ein zweites Konzil in Pisa einberief. Daraufhin wurde er mit den Kardinälen Federico Sanseverino, Francesco Borgia, Guillaume Briçonnet und René de Prie am 24. Oktober 1511 von Papst Julius II. exkommuniziert und verlor seinen Kardinaltitel und alle weiteren Titel. Daraufhin tagte das Konzil mit Unterstützung von König Ludwig XII. von Frankreich und Kaiser Maximilian I. und erklärte Papst Julius II. für abgesetzt. Seine Stelle nahm Carvajal als Martin VI. ein.
Die Franzosen wurden von der von Papst Julius einberufenen Heiligen Liga besiegt. Die Heilige Liga war ein Bündnis gegen Frankreich und wurde am 20. Januar 1511 zwischen Papst Julius II., der Republik Venedig, Kaiser Maximilian, Heinrich VIII. von England, Ferdinand II. von Aragon und den Schweizer Kantonen unterzeichnet. Auf dem vom Papst am 3. Mai in Rom einberufenen Fünften Laterankonzil wurden die Teilnehmer des Konzils von Pisa als Schismatiker verurteilt. Kaiser Maximilian erkannte den Papst wieder an und auch König Ludwig XII. distanzierte sich von den abtrünnigen Kardinälen. Am 21. Februar 1513 starb Julius II. Im Konklave 1513 wurde Giovanni de’ Medici als Leo X. zum Papst gewählt. Carvajal bat den Papst gemeinsam mit Sanserverino um Verzeihung.

### Vergebung durch den Papst
Im laufenden Laterankonzil nahm der Papst die Entschuldigung an. Im Konsistorium vom 27. Juni 1513 wurde er wegen der Teilnahme am Konzil von Pisa ermahnt und erhielt am selben Tag alle Ämter zurück, welche noch nicht einer anderen Person zugeteilt wurden. Allen Rebellenkardinälen wurde von Papst Leo X. vergeben, außer Kardinal Borgia, da dieser inzwischen verstorben war. Am 14. Januar 1521 wurde López de Carvajal Bischof von Plasencia. Am darauffolgenden 5. August folgte die Erhebung zum Kardinalbischof von Ostia und von Velletri sowie zum Kardinaldekan. Als solcher leitete er das Konklave 1521–1522, das Hadrian VI. zum Papst wählte. Er führte danach die Kardinalsdelegation an, die dem neugewählten Papst, die Nachricht von seiner Wahl nach Spanien überbrachte, das Homagium leistete und ihn nach Rom geleitete. Am 26. September 1522 wurde Kardinal López de Carvajal Apostolischer Administrator des Bistums Foligno, welcher er im Februar 1523 seinen Neffen Rodrigo überließ. Nach seinem Tod wurde er in der Kirche Santa Croce in Gerusalemme in Rom bestattet.

## Konklave
Bernardino López de Carvajal nahm an folgen Konklaven teil:
- Konklave September 1503, gewählt wurde Pius III.
- Konklave Oktober 1503, gewählt wurde Julius II.
- Konklave 1521–1522, gewählt wurde Hadrian VI.
- Konklave 1523, gewählt wurde Clemens VII.